# Hyper Light Drifter
Hyper Light Drifter és un joc de rol d'acció en 2D desenvolupat per Heart Machine. El joc és un homenatge als clàssics de 8 i 16-bits, i és considerat pel seu desenvolupador en cap Alex Preston com una combinació de The Legend of Zelda: A Link to the Past i Diablo. Preston va inicia un finançament per Kickstarter d'aproximadament 27,000 dòlars per a desenvolupar el títol per a Microsoft Windows, OS X, i Linux, però va acabar amb més de 600,000$, la qual cosa li va permetre de contractar més programadors i artistes, i expandint el títol a consoles i plataformes portàtils. En un principi el joc havia de sortir el 2014, però diverses modificacions del joc i problemes de salut de Preston van posposar la data de llançament. Les versions de Microsoft Windows, Linux i OS X van sortir el març del 2016, i les versions de PlayStation 4 i Xbox One.

## Jugabilitat i història
Hyper Light Drifter és un joc de rol d'acció en 2D inspirat en The Legend of Zelda: A Link to the Past, amb un estil pixelat semblant al de Superbrothers: Sword & Sworcery EP. El jugador controla un personatge (anomenat simplement el Drifter) amb una malaltia indeterminada i que té accés a una tecnologia oblidada de fa temps per la resta d'habitants del món. El concepte de la història s'inspira en la malaltia cardiovascular del seu desenvolupador en cap Alex Preston,. i ha estat comparada amb diverses obres d'Studio Ghibli com El Castell al Cel, tot i que Preston cita Nausicaä de la Vall del Vent com a inspiració pel món del joc.
El Drifter posseeix una espasa d'energia, i va obtenint accés a d'altres mòduls que milloren i expandeixen el seu arsenal i les seves habilitats. Aquestes millores acostumen a requerir l'energia de diverses bateries escampades pel món. L'arsenal inclou arquetips típics dels jocs de rol, incloent armes de llarga distància i atacs d'àrea molt de temps-pistoles de gamma i atacs d'àrea. Enlloc de buscar munició, el jugador recarrega les armes quan colpeja enemics amb l'espasa d'energia. El jugador s'enfronta a monstres cada cop més difícils, tant en quantitat com en habilitat, requerint que el jugador millori les seves tàctiques per a tenir èxit al joc. L'objectiu de Preston era el de replicar l'experiència de jugar a la SNES, comentant que la consola tenia "jocs increïbles, gairebé perfectes dissenyats per a entorns limitats". Una característica dels jocs de SNES que Preston va replicar és que no hi ha diàleg parlat, col·locant èmfasi en la música i els entorns del joc per a explicar la història.

## Rebuda
Hyper Light Drifter va rebre crítiques generalment favorables, amb una puntuació de 84/100 a Metacritic. El disseny visual i musical del joc, així com el seu sistema de combat han estat a bastament elogiats. Kyle Hilliard de Game Informer va concedir-li un 9.5/10, assegurant que els joc "s'ha posicionat com una de les millors experiències de l'any." Christian Donian d'Eurogamer va enaltir l'atmosfera "embafadora" del joc, així com la seva banda sonora de Disasterpeace. Kevin VanOrd de GameSpot digué de la direcció d'art que és "rica i ben pensada," i comentà que el sistema de combat és "fluid, exigent, i just".

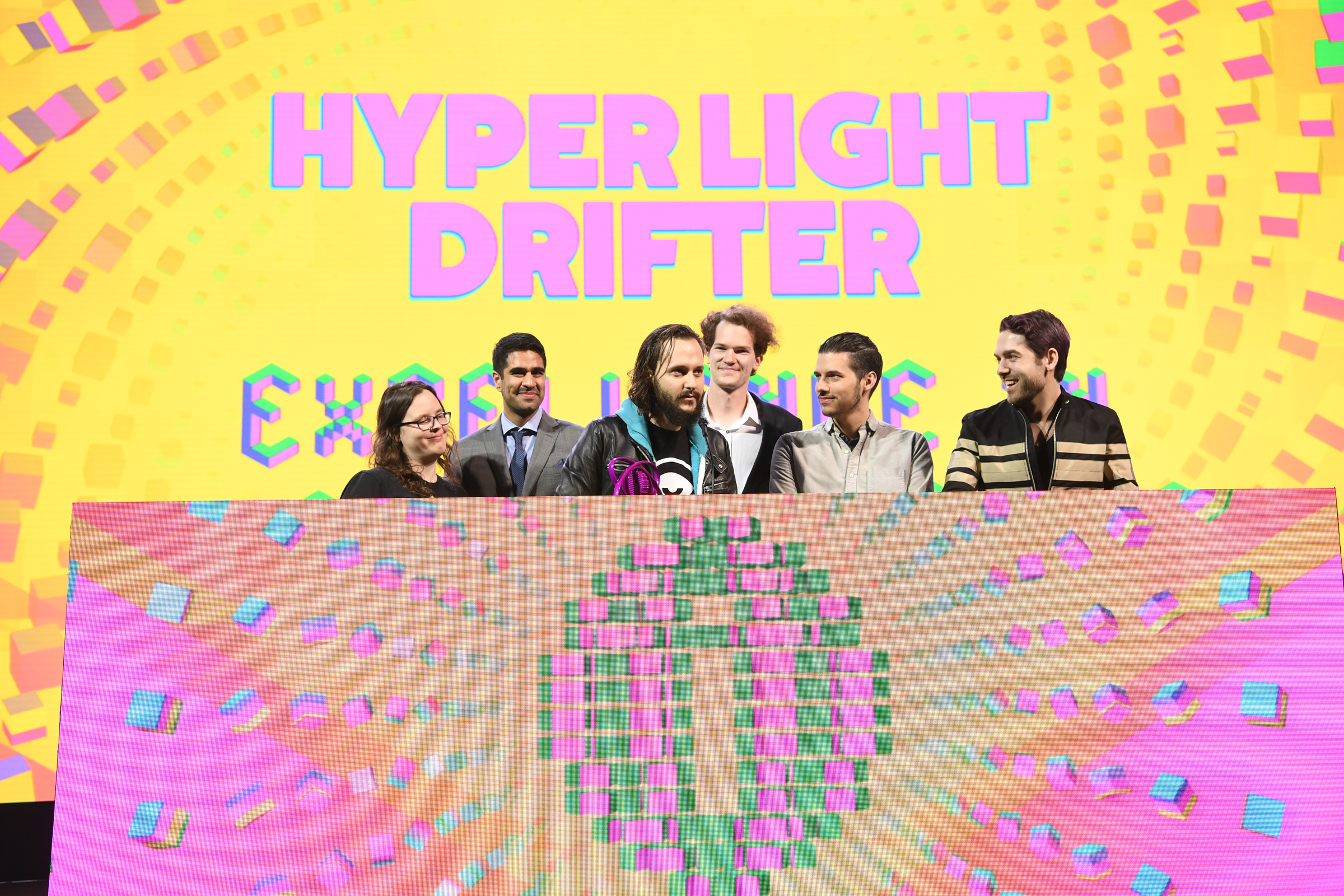
L'equip de The Heart Machine guanyant el premi Excellence in Visual Art a lIndependent Games Festival.

Mixed criticism commonly falls upon the minimalism of the game's storytelling method. Tyrrel alleges its "abstract storytelling" is a con, while Griffin McElroy of Polygon claims that the game's story is replaced with "moods," and "quiet moments with constant scenes of breakneck, pitch-perfect action."
El Drifter és un personatge controlable al joc de Wii U Runbow, i també a Hex Heroes. El Drifter s'afegirà també com a personatge a l'expansió de Kingdom Death: Monster.

## Premis
| Any  | Premi                                                  | Categoria                                           | Resulta   | Ref           |
| ---- | ------------------------------------------------------ | --------------------------------------------------- | --------- | ------------- |
| 2016 | Independent Games Festival Awards 2016                 | Excellence in Visual Art                            | Nominat   | [ 15 ]        |
| 2016 | Golden Joystick Awards 2016                            | Best Original Game                                  | Nominat   | [ 16 ] [ 17 ] |
| 2016 | Golden Joystick Awards 2016                            | Best Visual Design                                  | Nominat   | [ 16 ] [ 17 ] |
| 2016 | Golden Joystick Awards 2016                            | Best Audio                                          | Nominat   | [ 16 ] [ 17 ] |
| 2016 | Golden Joystick Awards 2016                            | Best Indie Game                                     | Nominat   | [ 16 ] [ 17 ] |
| 2016 | The Game Awards 2016                                   | Best Independent Game                               | Nominat   | [ 18 ]        |
| 2016 | The Game Awards 2016                                   | Best Action/Adventure Game                          | Nominat   | [ 18 ]        |
| 2016 | Giant Bomb's 2016 Game of the Year Awards              | Best Game                                           | Nominat   | [ 19 ]        |
| 2016 | Academy of Interactive Arts & Sciences D.I.C.E. Awards | Role-Playing/Massively Multiplayer Game of the Year | Nominat   | [ 20 ]        |
| 2016 | Game Developers Choice Awards                          | Best Debut                                          | Nominat   | [ 21 ]        |
| 2016 | Independent Games Festival                             | Seumas McNally Grand Prize                          | Nominat   | [ 22 ] [ 23 ] |
| 2016 | Independent Games Festival                             | Excellence in Audio                                 | Nominat   | [ 22 ] [ 23 ] |
| 2016 | Independent Games Festival                             | Excellence in Visual Art                            | Guanyador | [ 22 ] [ 23 ] |
| 2016 | Independent Games Festival                             | Audience Award                                      | Guanyador | [ 22 ] [ 23 ] |
| 2016 | 2017 SXSW Gaming Awards                                | Most Fulfilling Community-Funded Game               | Pendent   | [ 24 ]        |
| 2016 | 2017 SXSW Gaming Awards                                | Excellence in Musical Score                         | Pendent   | [ 24 ]        |